# John Palsgrave
John Palsgrave (* um 1480 in London; † 1554 in Northamptonshire) war ein englischer Gelehrter.

## Leben
Palsgrave studierte in Cambridge und Paris, wo er gründliche Französisch-Kenntnisse erwarb. Er wurde der Hauslehrer von Prinzessin Mary Tudor, der Schwester des englischen Königs Heinrich VIII., die er 1514 nach Frankreich begleitete. Später war er Lehrer des Duke of Richmond, dem außerehelichen Sohn des Königs, und wurde 1533 Leiter der Londoner Schule St. Dunstan-in-the-East. 1545 ernannte man ihn zum Rektor von Wadenhoe in Northamptonshire, wo er später starb. Er ist bekannt durch sein Werk „Lesclarcissement de la langue francoyse“ (französisch L’éclaircissement de la langue française), das 1530 erschien und als französische Grammatik und Wörterbuch geplant war. Indirekt gibt das Buch auch über die englische Sprache des 16. Jahrhunderts Auskunft.
| Personendaten    | Personendaten        |
| ---------------- | -------------------- |
| NAME             | Palsgrave, John      |
| KURZBESCHREIBUNG | englischer Gelehrter |
| GEBURTSDATUM     | um 1480              |
| GEBURTSORT       | London               |
| STERBEDATUM      | 1554                 |
| STERBEORT        | Northamptonshire     |